# جوهر سارنایف
جوهر آنزاروویچ سارنایف (به روسی: Джоха́р Анзо́рович Царна́ев) به همراه برادرش تیمورلنگ سارنایف برادران چچنی‌تبار ساکن در ایالات متحده امریکا، در ۱۵ آوریل ۲۰۱۳ به‌اتهام کارگذاری بمب در انفجارهای ماراتن بوستون دستگیر و سپس محکوم شد. او همراه خانواده خود در سال ۲۰۰۲ به عنوان پناهنده جنگ به آمریکا مهاجرت نموده و در سال ۲۰۱۲ تابعیت گرفت. جوهر سارنایف درهنگام بمب‌گذاری در دانشگاه ماساچوست دانشجو بود.
او سرانجام در سال ۲۰۱۵ به اعدام به وسیلهٔ تزریق کشنده محکوم شد.  اما حکم اعدام او در سال ۲۰۲۰ توسط قاضی دادگاه تجدیدنظر لغو شد.
پس از لغو حکم توسط قاضی تجدید نظر با اعتراض دادستانی کل آمریکا پرونده به دیوان عالی ارجاع داده شد.
اما دیوان عالی آمریکا در روز جمعه ۵ مارس ۲۰۲۲ با ۶ رای موافق در مقابل ۳ رای مخالف، حکم مرگ را برای او ابقا کرد.
جوهر سارنایف منتظر اجرای حکم اعدام است.